# Тру-о-Сёрф
Тру-о-Сёрф (фр. Trou-aux-Cerfs), также известный как вулкан Мурра (англ. Murr's Volcano) — потухший вулкан, расположенный в центральной части острова Маврикий на территории города Кьюрпайп.
Кратер вулкана имеет чёткую коническую форму, его диаметр равен 300—350 м, глубина — 80 м. Он был сформирован около 2 миллионов лет назад, во время второго этапа вулканической активности, в результате которой был образован остров. На дне кратера расположено озеро Гран-Бассен, к которому приходят местные семьи маврикийцев-индусов, приносящих дары богине Ганге.
На вершине вулкана организована большая смотровая площадка, с которой открывается панорамный вид на Кьюрпайп, а также довольно большая парковка. Ввиду своей доступности это место является одной из главных туристических достопримечательностей страны.